# Gamma Apodis
γ Apodis (Gamma Apodis, kurz  γ Aps) ist der zweithellste Stern des am südlichen Himmel gelegenen Sternbilds Paradiesvogel. Er erscheint dem bloßen Auge als ein relativ lichtschwaches Objekt, das eine scheinbare Helligkeit von 3,86 mag aufweist. Vorläufige Parallaxen-Messungen der Raumsonde Gaia zeigen, dass γ Apodis etwa 150 Lichtjahre von der Erde entfernt ist. Die Datenauswertung der Hipparcos-Mission ergab einen leicht abweichenden Wert für die Entfernung des Sterns, die demnach 156 Lichtjahre beträgt. γ Apodis ist ein Riesenstern der Spektralklasse G8, der die Hauptreihe bereits verlassen hat. Er gehört zu den 100 stärksten Röntgenquellen innerhalb von 50 Parsec Entfernung von der Sonne und weist dabei eine Leuchtkraft von 1.607 × 1030 erg s−1 auf.